# I'm No Angel
I'm No Angel (bra: Santa Não Sou; prt: Não Sou Um Anjo) é um filme estadunidense de 1933, do gênero comédia romântica, dirigido por Wesley Ruggles, estrelado por Mae West, e coestrelado por Cary Grant. West recebeu crédito único pela história e roteiro, em um de seus poucos filmes que não foi submetido a forte censura.
A trama retrata a história de uma artista de circo que procura uma vida melhor ao se envolver com homens ricos de Nova Iorque.

## Sinopse
A carismática artista de circo Tira (Mae West) prospera em seu estilo de vida nada convencional e se diverte ao enganar os inúmeros pretendentes mundanos que caem sob seu encanto. Entre eles está o persistente e aspirante a criminoso "Slick" Wiley (Ralf Harolde), que os coloca em sérios apuros ao enganar um dos ricos clientes de Tira. Para conseguir um empréstimo para contratar um advogado decente, Tira concorda em arriscar sua vida em uma ideia perigosa proposta por seu chefe "Big Bill" Barton (Edward Arnold), onde ela terá de enfiar sua cabeça na boca de um leão.
Com o sucesso gerado por seu novo número, ela se torna a estrela principal do espetáculo e começa a ser aclamada pela alta sociedade após sua fama levá-la para Nova Iorque. No entanto, sua vida dá uma reviravolta quando ela inesperadamente se apaixona por Jack Clayton (Cary Grant). Para garantir que seu sucesso se prolongue e que sua felicidade seja duradoura, ela precisa tirar o ardiloso Slick de seu caminho.

## Elenco
- Mae West como Tira
- Cary Grant como Jack Clayton

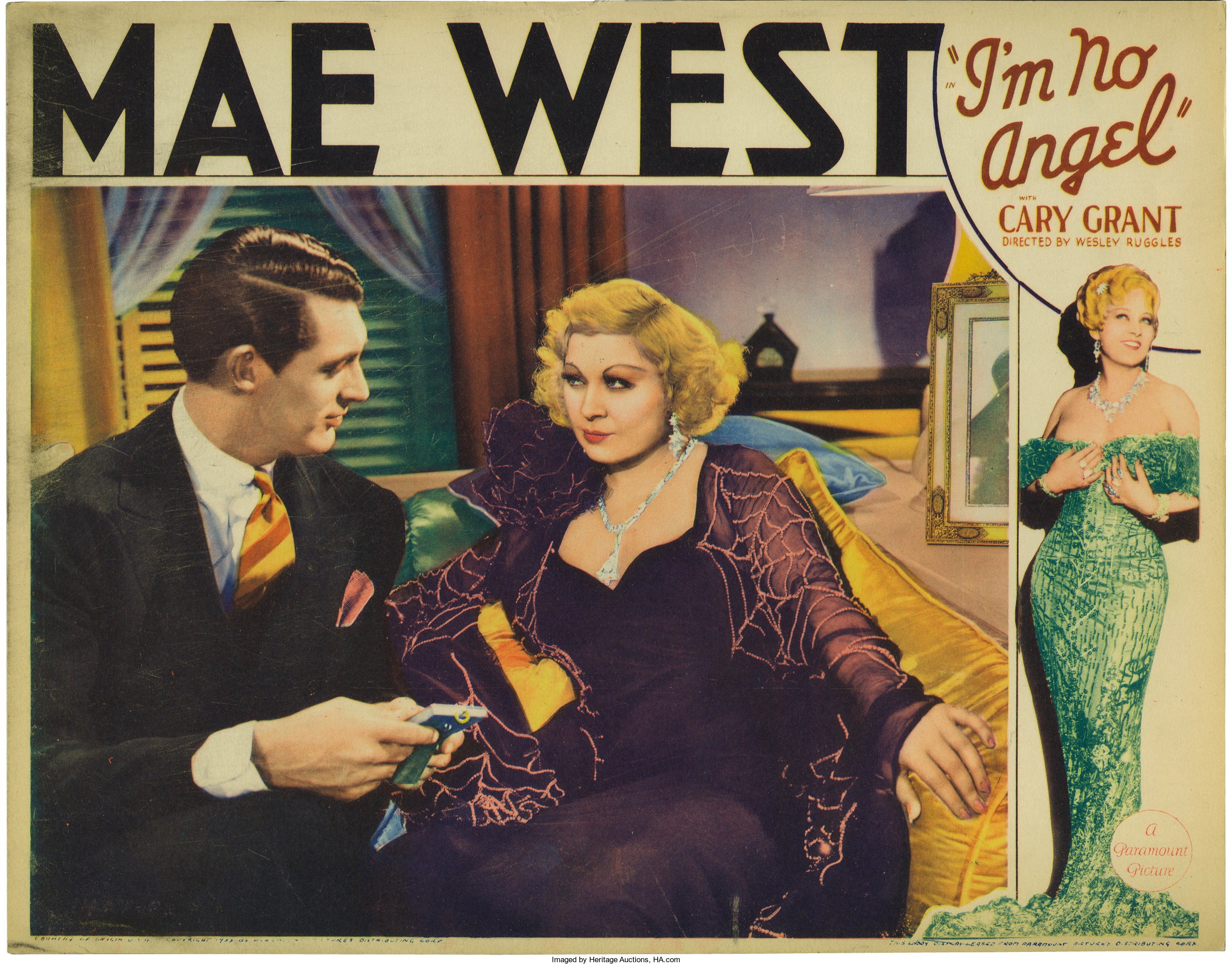
Lobby card do filme.

- Gregory Ratoff como Benny Pinkowitz
- Edward Arnold como "Big Bill" Barton
- Ralf Harolde como "Slick" Wiley
- Kent Taylor como Kirk Lawrence
- Gertrude Michael como Alicia Hatton
- Russell Hopton como "Flea" Madigan
- Dorothy Peterson como Thelma
- Wm. B. Davidson como Ernest Brown
- Gertrude Howard como Beulah Thorndyke, a empregada de Tira
- Libby Taylor como Libby, a cabeleireira de Tira

Não-creditados
- Hattie McDaniel como Manicure de Tira
- Irving Pichel como Bob, o advogado de Clayton
- Walter Walker como Juiz

## Produção
O filme foi lançado após "Uma Loira para Três", quando Mae West era uma das maiores atrações de bilheteria do país e sua estrela mais polêmica. No início da década de 1930, os filmes de West foram um fator importante para salvar a Paramount Pictures da falência. Durante os tempos difíceis da Grande Depressão, muitos cinéfilos responderam com entusiasmo a West, especialmente ao seu retrato de uma mulher "do lado errado da vida", alcançando sucesso tanto econômica quanto socialmente.
Este foi o segundo e último filme estrelado por West e Cary Grant; o primeiro tinha sido "Uma Loira para Três". Grant permaneceu irritado por décadas pelo fato de West frequentemente receber crédito por sua carreira, apesar de ele ter participado de outras produções no ano anterior, como "This Is the Night", com Lili Damita; "Devil and the Deep", com Tallulah Bankhead; "Sinners in the Sun", com Carole Lombard; "Blonde Venus", com Marlene Dietrich; "Hot Saturday", com Nancy Carroll; e os filmes "Quando a Mulher Se Opõe" e "Madame Butterfly", ambos com Sylvia Sidney. Embora "I'm No Angel" tenha sido lançado depois, Mae West sempre afirmou que descobriu Grant e seu talento, dizendo que até então ele só havia feito "alguns testes com aspirantes a estrelas". Ela costumava dizer a vários repórteres ao longo dos anos que avistou um desconhecido atravessando um estacionamento, perguntou quem ele era (segundo sua história, ninguém sabia) e afirmou: "Se ele souber falar, eu o usarei no meu próximo filme". Essa história continua sendo regularmente incluída na maioria dos artigos sobre West ou Grant até os dias de hoje.

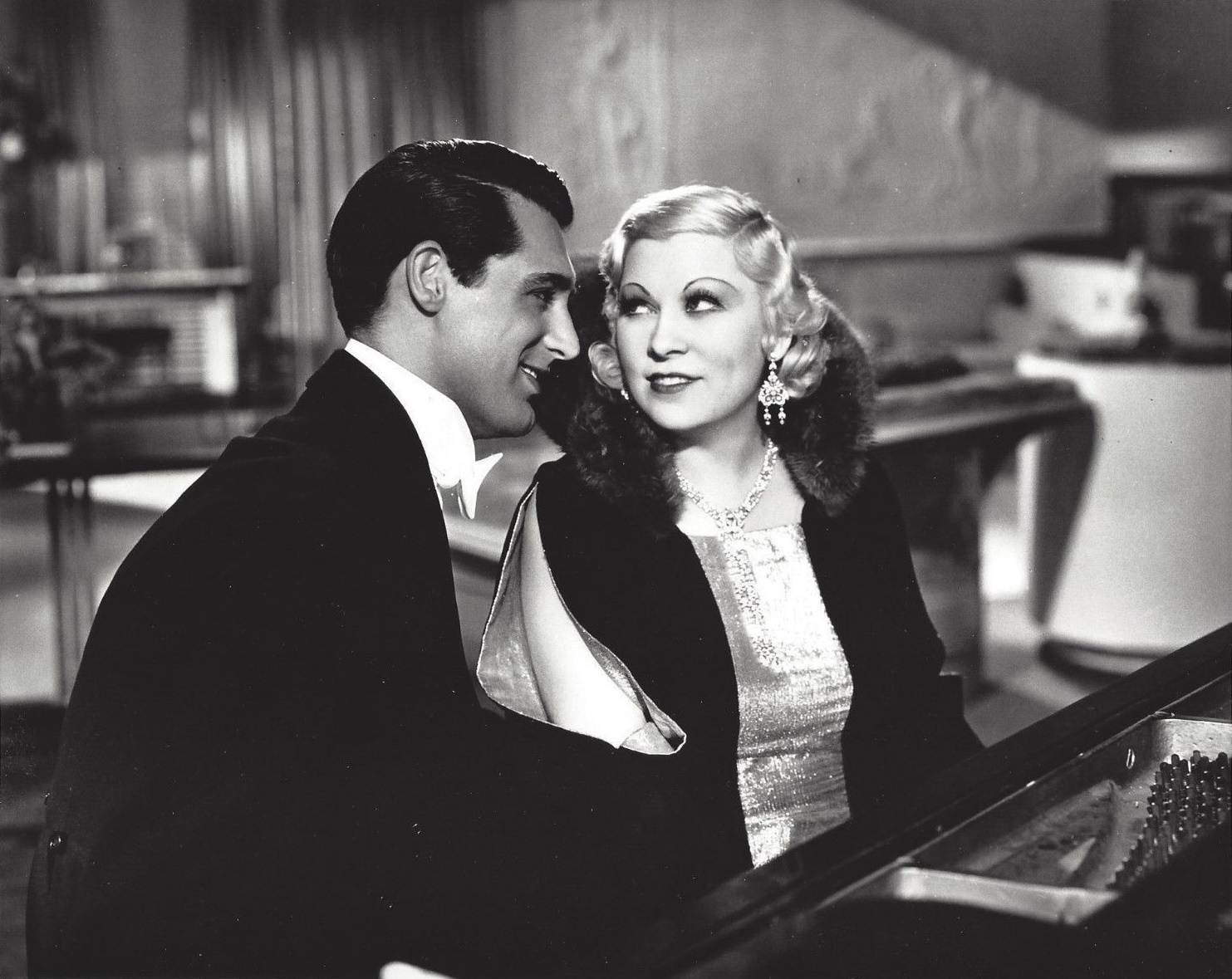
Grant e West em uma cena do filme.

Os historiadores de cinema citam West como um dos fatores para a aplicação do rígido Código de Produção de Hollywood, efetivamente implementado no ano seguinte.
A sátira picante de West causou indignação entre os moralistas, embora James C. Wingate, membro da AMPP, tenha observado que o roteiro não continha "cenas de sexo particularmente objetáveis" e "parecia não apresentar nenhum problema fundamental" após lê-lo. No entanto, várias músicas e diálogos específicos receberam atenção especial. O Escritório Hays ordenou algumas mudanças, incluindo a alteração do título da música "No One Does It Like a Dallas Man" (em tradução livre: "Ninguém faz como um homem de Dallas") para "No One Loves Me Like a Dallas Man" (em tradução livre: "Ninguém me ama como um homem de Dallas") para eliminar a conotação sexual presente na frase. De acordo com David Niven, em uma entrevista no programa "Parkinson", o Escritório Hays alterou o título do filme de "It Ain't No Sin" (em tradução livre: "Não é nenhum pecado") para o título que foi lançado.
Em setembro de 1933, diversos membros da AMPP assistiram ao filme e ficaram "felizes em notar o cuidado com que a produção foi tratada tanto do ponto de vista do Código, quanto da censura". Embora houvesse vários itens que poderiam ser questionados pelos diretores da censura, o filme foi considerado aceitável, e em uma carta de Wingate para William H. Hays, Wingate observou que "embora contivesse o número esperado de piadas inteligentes e 'Mae Westismos', acreditamos que [o filme] não enfrentará dificuldades reais".

## Recepção
O filme foi o maior sucesso da Paramount Pictures em 1933. Era também o filme favorito de Franklin D. Roosevelt.
Mordaunt Hall, em sua crítica para o jornal The New York Times, escreveu que o filme é "um entretenimento frenético, com humor descarado, mas totalmente contagiante, e no qual Tira está sempre no controle da situação, seja na jaula com feras selvagens, em seu boudoir com admiradores ou em um tribunal ... A Srta. West interpreta seu papel com o mesmo brilho e naturalidade que acompanhou seu papel anterior. Não falta espontaneidade em suas ações ou na pronúncia de suas falas. Ela é uma espirituosa notável, à sua maneira. Cary Grant está agradável como Clayton e Walter Walker está excelente como o velho e atencioso juiz. Gregory Ratoff se sai bem como o advogado de Tira. Wesley Ruggles dirigiu o filme com sua habitual inteligência".
A revista Variety, em sua crítica, escreveu: "... I'm No Angel pode se sustentar sozinho, embora sem She Done Him Wrong como uma benção e um milhão de dólares em publicidade variada, tanto de alto escalão quanto popular, a bilheteria provavelmente não alcançaria as cifras impressionantes que se avizinham agora. Também é bastante óbvio que os mesmos mecanismos de enredo e situações sem Mae West não dariam origem a um filme. Mas isso não é uma crítica. Simplesmente registra o fato de que é tudo Srta. West, além de um bom trabalho de direção de Wesley Ruggles e qualidade de produção de estúdio de primeira em todos os departamentos.
Segundo o crítico e historiador de cinema Ken Wlaschin, este é um dos melhores filmes de Mae West.

### Bilheteria
De acordo com os registros da Paramount Pictures, o filme foi um sucesso de bilheteria, arrecadando US$ 2.250.000 nacionalmente.

### Falas famosas
- "Oh, Beulah, peel me a grape!" (em tradução livre: "Oh, Beulah, descasque uma uva para mim!")
- "Well, it's not the men in your life that counts, it's the life in your men" (em tradução livre: "Não são os homens em sua vida que contam, é a vida em seus homens").
- "When I'm good I'm very good. But when I'm bad I'm better" (em tradução livre: "Quando sou boa, sou muito boa. Mas quando sou má, sou melhor ainda").

## Relançamentos
Em outubro de 1935, a AMPP reavaliou o filme para um possível relançamento, e em uma carta para a Paramount, Joseph Breen, censor da MPPDA, observou que considerava o filme "tão completamente em violação do Código de Produção que desejamos recomendar, novamente, como no caso do filme She Done Him Wrong, que a [Paramount] retire [sua] aplicação para a aprovação deste filme pela Administração do Código de Produção". Breen também observou que a AMPP havia revisado os dois filmes de West e, ao encontrar violações do Código de Produção, considerou "totalmente impossível" emitir um certificado de aprovação para que eles fossem lançados novamente.
Em 1949, o filme passou por outra avaliação, e Breen mencionou em uma carta que se algumas edições fossem feitas "de forma criteriosa no filme, [isso] o colocaria dentro das estritas disposições técnicas do Código... Aos olhos das pessoas de pensamento correto, não traria nenhum benefício à indústria lançar um filme de Mae West. Pelo contrário, parece-me que nos exporíamos à acusação de que estaríamos 'abaixando os padrões'; que estaríamos mais uma vez produzindo 'filmes obscenos', como foi a acusação feita à indústria, por mil fontes diferentes, lá em 1933-34".

## Homenagens
O filme é reconhecido pelo Instituto Americano de Cinema na seguinte lista:
- 2005: 100 Anos...100 Citações:
  - Tira: "Well, it's not the men in your life that counts, it's the life in your men" – Indicado[17]